# Heliopeltaceae
Famille
Les Heliopeltaceae sont une famille d'algues de l'embranchement des Bacillariophyta (Diatomées), de la classe des Coscinodiscophyceae et de l’ordre des Coscinodiscales.

## Étymologie
Le nom de la famille vient du genre type Heliopelta, composé du préfixe helio- (du grec ηλιοσ / èlios), soleil, et du suffixe -pelt (du grec πέλτη / pelti), « petit bouclier ».

## Description

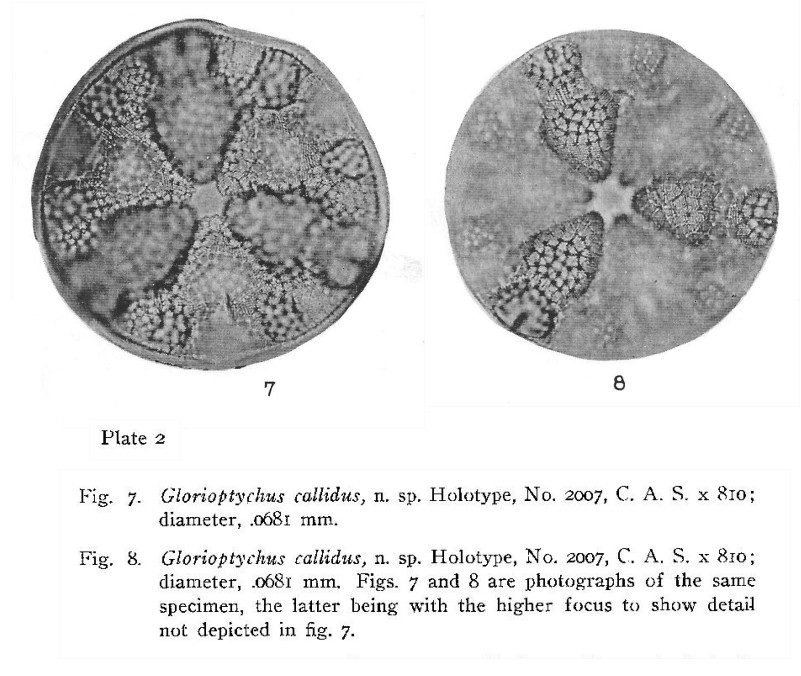
Glorioptychus callidus (d'après G.D. Hanna 1927)

## Distribution
Cette famille se compose de diatomées marines actuelles et de quelques genres fossiles (Actinodictyon, Anthodiscina, Centroporus, Sturtiella, Trossulus).
L'espèce Glorioptychus callidus est une diatomée fossile de l'étage crétacé découverte en Californie en 1927.

## Liste des genres
Selon AlgaeBase (27 novembre 2022) :
- † Actinodictyon Pantocsek, 1889
- Actinodiscus Greville, 1863
- Actinophaenia G.Shadbolt, 1854
- Actinoptychus Ehrenberg, 1843
- Anthemodiscus W.J.Barker & S.H.Meakin, 1944
- † Anthodiscina P.C.Silva, 1970
- Anthodiscus E.Grove & G.Sturt, 1887
- † Centroporus J.Pantocsek, 1889
- Glorioptychus Hanna, 1927[1]
- Heliopelta Ehrenberg, 1844
- Lepidodiscus Witt, 1886
- Plegmolobos S.Komura, 2005
- Polymyxus Bailey ex L.W.Bailey, 1861
- † Sturtiella Simonsen & H.-J.Schrader, 1973
- † Trossulus R.Ross & P.A.Sims, 2002
- Wittia Pantocsek, 1889

## Systématique
Le nom correct complet (avec auteur) de ce taxon est Heliopeltaceae H.L.Smith, 1872.